# Серена (фільм)
«Серена» (англ. Serena) — фільм режисерки Сюзанни Бір за однойменним романом американського письменника Рона Реша, в головних ролях Дженніфер Лоуренс та Бредлі Купер.

## Сюжет
Період Великої депресії, Північна Кароліна. Життя господаря лісової імперії Джорджа Пембертона ускладнюється після того, як він дізнається, що його дружина Серена не може мати дітей і задумує вбивство незаконнонародженого сина свого чоловіка.

## У ролях
- Дженніфер Лоуренс — Серена Пембертон[5]
- Бредлі Купер — Джордж Пембертон[5]
- Ріс Іванс — Галловей
- Тобі Джонс — шериф Макдавелл
- Шон Гарріс — Кемпбелл
- Сем Рейд — Вон
- Давид Денсік — Б'юкенен
- Конлет Гілл — доктор Чейні
- Чаріті Вейкфілд — Агата
- Блейк Рітсон — Лоувенштейн
- Кім Бодня — Абе Херманн
- Ана Улару — Рейчал Германн
- Гілтон Макрей — лікар
- Крістіан МакКей — банкір
- Марк О'Ніл — лісоруб

## Знімання
Знімання фільму відбувалося в Чехії та Данії.

## Відгуки
Загалом стрічка отримала змішані відгуки. Але гру акторів високо оцінили, зокрема Дженніфер Лоуренс[ким?].